# Hilde Purwin
Hilde Purwin (* 16. September 1919 in Obernissa bei Erfurt; † 29. März 2010 in Bonn; gebürtig Hildegard Gertrud Burkhardt) war eine deutsche Journalistin. Ihre Rolle als Geheimdienst-Mitarbeiterin im Auftrag der Abwehr während des Zweiten Weltkriegs in Italien als Felizitas Beetz wurde in mehreren Büchern und Filmen behandelt.

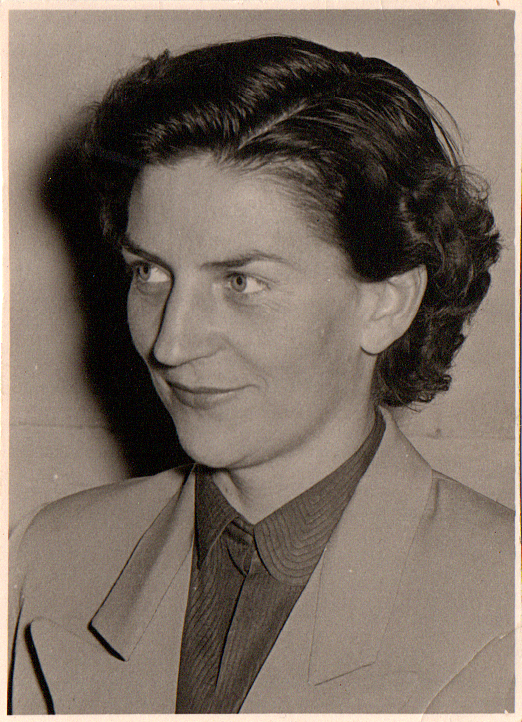
Hilde Purwin, 1953 in Bonn

## Leben

### Werdegang bis 1945
Hilde Purwin kam 1919 als erstes von zwei Kindern des Ehepaares Eduard und Martha Burkhardt, geborene Bähr, zur Welt. Zwei Jahre später wurde ihr Bruder Rolf geboren. Die frühe Kindheit verbrachte sie in ihrem Geburtsort Obernissa, bis die Familie ein Haus in der Belvederer Allee in Weimar bezog. Als sie 14 Jahre alt war, starb ihr Vater, ein Lehrer und ehemaliger Fliegeroffizier des Ersten Weltkriegs.
1938 machte sie Abitur am Weimarer Realgymnasium für Jungen (Schillerschule) und nahm im Anschluss ihr „Haushaltsjahr“ bei der Familie Madaus in Dresden. 1939 folgte ein Sprachdiplom für Italienisch in Leipzig. 1941 wurde sie kriegsdienstverpflichtet als Übersetzerin an der deutschen Botschaft in Rom. 1943 schloss sie die Ehe mit dem Generalstabsoffizier Gerhard Beetz, die 1947 geschieden wurde. Sie wurde vom Sicherheitsdienst des Reichsführers SS als Felizitas auf Außenminister Galeazzo Ciano angesetzt; die Nationalsozialisten wollten auf diese Weise in den Besitz von Cianos Tagebücher gelangen, die als „brisant“ galten. Es wurde zu diesem Zweck eigens eine Scheinfirma für Import/Export in der Nähe der Deutschen Botschaft in Rom gegründet, da sich die Achsenmächte in einem internen Abkommen verpflichtet hatten, gegenseitig keine Spionage zu treiben. Ihre offizielle Tätigkeit wurde auch hier mit „Übersetzerin“ angegeben. Als Dolmetscherin wurde sie dem italienischen Außenminister Ciano während seines Aufenthalts in Allmannshausen zur Seite gestellt, wo sie auch dessen Frau Edda und seine Kinder näher kennenlernte.
Ciano wurde bei seiner Rückkehr nach Italien verhaftet, weil er als Mitglied des Großen Faschistischen Rats für die Entmachtung Mussolinis gestimmt hatte, und zusammen mit Marschall Emilio De Bono und vier weiteren führenden Ratsmitgliedern im Prozess von Verona zum Tode verurteilt.
„Felizitas“ Beetz war die einzige Person, die Ciano in dessen Gefängniszelle uneingeschränkt besuchen durfte. Seine Frau Edda sah in ihr jedoch keine Konkurrentin, sondern eher eine Verbündete, über die sie unentdeckt Briefe mit ihrem Mann austauschen konnte und mit der sie auch die Rettung der Familie und der Tagebücher plante. Angesichts der lebensgefährlichen Lage, in die sie sich – mittlerweile als Doppelagentin – begeben hatte, suchte sie in Lausanne die Adresse der mit den Cianos befreundeten Susanna Agnelli auf, die dort Medizin studierte, um sich von ihr eine Kapsel mit Zyankali zu besorgen.
Gemeinsam mit dem Grafen Pucci verhalf sie nach der Hinrichtung Cianos im Januar 1944 seiner Familie (samt Tagebüchern) zur Flucht in die Schweiz. Hitler hatte noch Anfang April 1945 angeordnet, sämtliche Ciano-Dokumente zu vernichten; Hildegard Beetz vergrub jedoch ihre Durchschläge von wesentlichen aus der Anfangszeit bis 1939 stammenden Teilen im elterlichen Garten in Weimar. Es handelte sich hierbei um Cianos Aufzeichnungen über Gespräche und Korrespondenzen mit Hitler, Mussolini und dem damaligen deutschen Außenminister Ribbentrop, die 1948 in London unter dem Titel Ciano’s Diplomatic Papers veröffentlicht wurden. 1945 kam es auch zur Übergabe von Tagebuchnotizen Benito Mussolinis an den OSS, die er während seiner Inhaftierung auf dem Gran Sasso geschrieben hatte, welche ihm jedoch während des Unternehmens Eiche heimlich entwendet worden waren. Im Unterschied zu den historisch bedeutsamen Aufzeichnungen Cianos beinhalteten die Mussolini-Notizen im Wesentlichen nur unbedeutende, für den Diktator typische pathetische Tiraden.

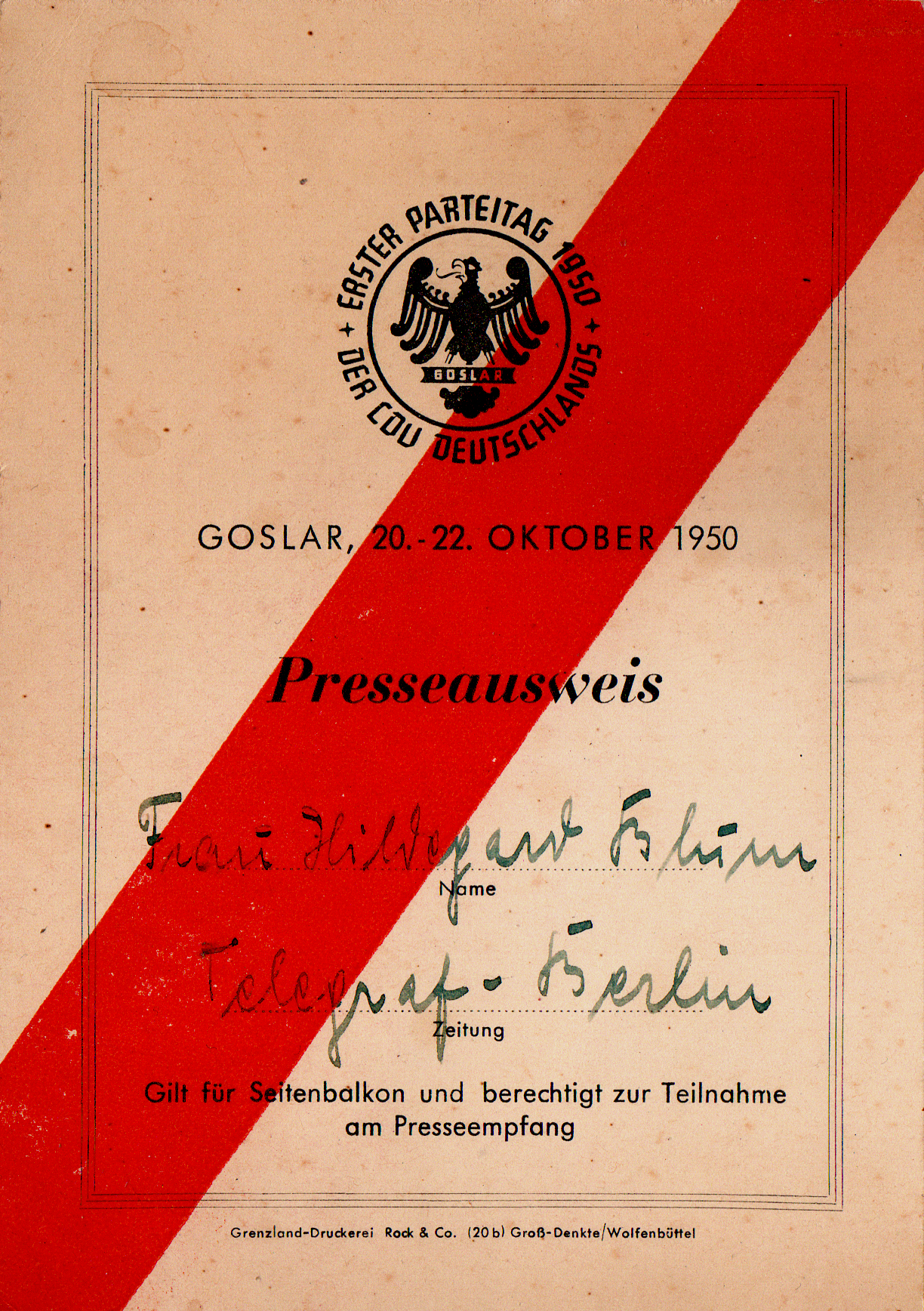
Presseausweis für Hildegard Blum / Telegraf Berlin (1950)

Ihre Rolle während der Kriegsjahre war später auch Gegenstand einer Reihe von Buchveröffentlichungen sowie Spielfilmen. So wurde sie in Il Processo di Verona (1963) über den Prozess von Verona von Françoise Prévost dargestellt sowie in den Fernsehfilmen Ich und der Duce (Mussolini: The Decline and Fall of Il Duce, 1985) von Dietlinde Turban und in Edda (2005) von Petra Faksova.

### Journalistische Karriere nach dem Zweiten Weltkrieg
1946 war sie Übersetzerin bei der amerikanischen Militärverwaltung in Berlin (OMGUS). Ein Jahr später wurde ihre „Kriegsehe“ geschieden; sie erhielt eine neue Identität von den Amerikanern als Hildegard Blum, geboren 1920. Richard W. Cutler, Chef der amerikanischen Gegenspionage-Abteilung (Counterintelligence) des SSU, einer Nachfolgeorganisation des OSS, versuchte sie dazu zu bewegen, im sich anbahnenden Kalten Krieg als Agentin für den Westen zu agieren. Unter dem Decknamen Gambit sollte sie sowjetische NKWD-Spione enttarnen, die in den westlichen Sektoren Berlins aktiv waren. Sie sah jedoch diese Spionagetätigkeit nicht als ihren Lebenszweck an und wollte lieber über die Neuentwicklung Deutschlands nach dem Krieg schreiben. Nachdem sie als Lockvogel um ein Haar von sowjetischen Geheimdienstlern in den Ostsektor Berlins verschleppt worden wäre, quittierte sie schließlich den Dienst bei den amerikanischen Behörden. Kurz darauf begann ihre journalistische Laufbahn beim Berliner Telegraf; zu diesem Zeitpunkt noch unter ihrem Decknamen 'Blum', nachdem ehemalige OSS-Kontakte (darunter auch der spätere Chief of Station in Saigon, Tom Polgar) ihr zu diesem Wechsel in den Journalistenberuf geraten hatten.
Im Anschluss an ihr Volontariat wurde sie vom Herausgeber Arno Scholz nach Frankfurt am Main geschickt, um über den dort ansässigen Wirtschaftsrat der Bizone zu berichten.

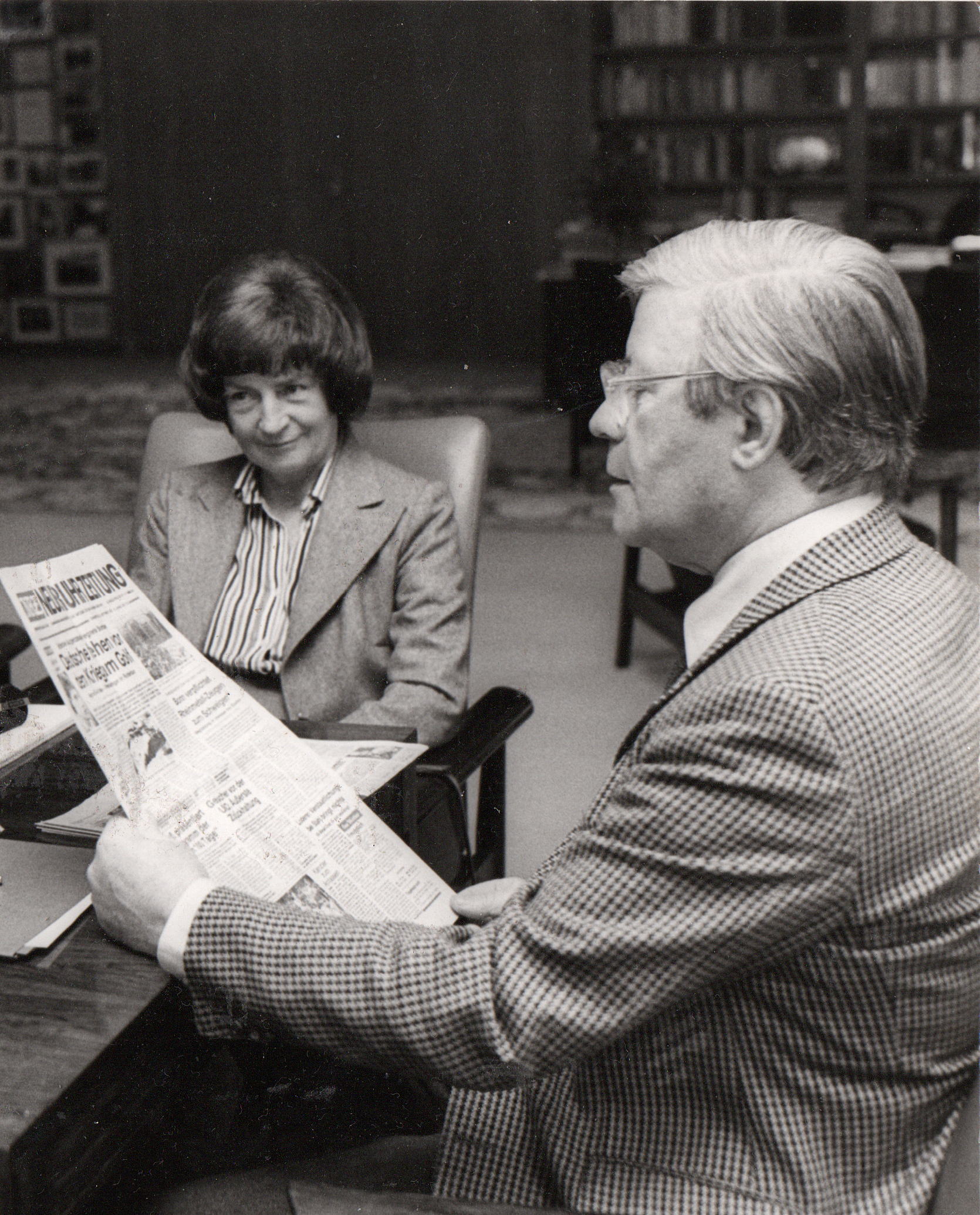
Hilde Purwin und Bundeskanzler Helmut Schmidt 1980 im NRZ-Haus in Essen.
NRZ-Archivfoto: Knut Garthe

1950 zog sie in die provisorische Bundeshauptstadt Bonn um und heiratete dort 1952 den Journalisten Carl-Heinz Purwin (1915–1996). Im selben Jahr kam ihr Sohn Ulrich zur Welt. Als Bonner Korrespondentin der Neuen Ruhr Zeitung (NRZ) wurde Hilde Purwin fest angestellt; sie erfüllte diese Aufgabe bis zu ihrer Pensionierung. 1952 gehörte sie zusammen mit 22 weiteren Bonner Korrespondenten zu den Gründungsmitgliedern des Deutschen Presseclubs und saß in den Folgejahren auch im Vorstand der Bundespressekonferenz. Sie hatte eine Reihe von Fernsehauftritten, unter anderem bei Werner Höfer und Reinhard Appel, und nahm auch an vielen Rundfunksendungen teil. 1970 erhielt sie durch den damaligen nordrhein-westfälischen Ministerpräsidenten Heinz Kühn das Bundesverdienstkreuz I. Klasse.
Zu ihrem engeren Freundeskreis gehörte neben Conrad Ahlers auch die Journalistin Katharina Luthardt (die zweite Ehefrau von Rudolf Augstein), die SPD-Abgeordnete Renate Lepsius und die Historikerin Susanne Miller.
1984 ging sie in den Ruhestand. Sie arbeitete noch einige Jahre weiter als freie Journalistin. Ihre unveröffentlichten Memoiren sowie einige Originaldokumente aus der Zeit als „Felizitas“ befinden sich seit 2007 im Archiv des Deutschen Historischen Instituts (DHI) in Rom.
Hilde Purwin verstarb 2010 im Alter von 90 Jahren in Bonn.
Am 16. September 2019 wurde zum 100. Geburtstag von Hilde Purwin in der Dorfkirche Simon Petrus in Obernissa eine Gedenkfeier abgehalten. Organisiert hatte die Veranstaltung der Pfarrer Christian Dietrich mit Unterstützung der Landeszentrale für politische Bildung Thüringen sowie der Friedrich-Naumann-Stiftung Mitteldeutschland. Die Gedenkrede hielt der Journalist Karl-Heinz Baum.
Am gleichen Tag brachte der Radiosender WDR 5 in der Hörfunkreihe ZeitZeichen den Beitrag 100. Geburtstag von Hilde Purwin.